# Empress of Ireland
Die RMS Empress of Ireland war ein 1906 in Glasgow gebautes Passagierschiff der Canadian Pacific Railway bzw. ihrer Reederei Canadian-Pacific Navigation Co. Sie fuhr ab Juni 1906 im regelmäßigen Liniendienst im Nordatlantik zwischen Québec (Kanada) und Liverpool (England). Am 29. Mai 1914 sank sie nach einer Schiffskollision im Sankt-Lorenz-Strom. Dabei kamen 1.012 Menschen ums Leben (bei 465 Überlebenden). Der Untergang der Empress of Ireland ist damit die zivile Schiffskatastrophe mit dem drittgrößten Verlust an Menschenleben vor dem Ausbruch des Ersten Weltkrieges (nach der Titanic und der General Slocum), sowie das bis heute schwerste maritime Unglück in der Geschichte Kanadas.
Obwohl sich das Schiff auf einem Fluss und nicht etwa auf hoher See befand und ausreichend Rettungsboote an Bord waren, kamen besonders viele Menschen ums Leben. Ausschlaggebend dafür war die Tatsache, dass die "Empress of Ireland" nachts gerade einmal 14 Minuten nach der Kollision, welche ein großes Leck verursachte, sank. Innerhalb der kurzen Zeit konnten nur wenige Rettungsboote gefiert werden.

## Entstehung

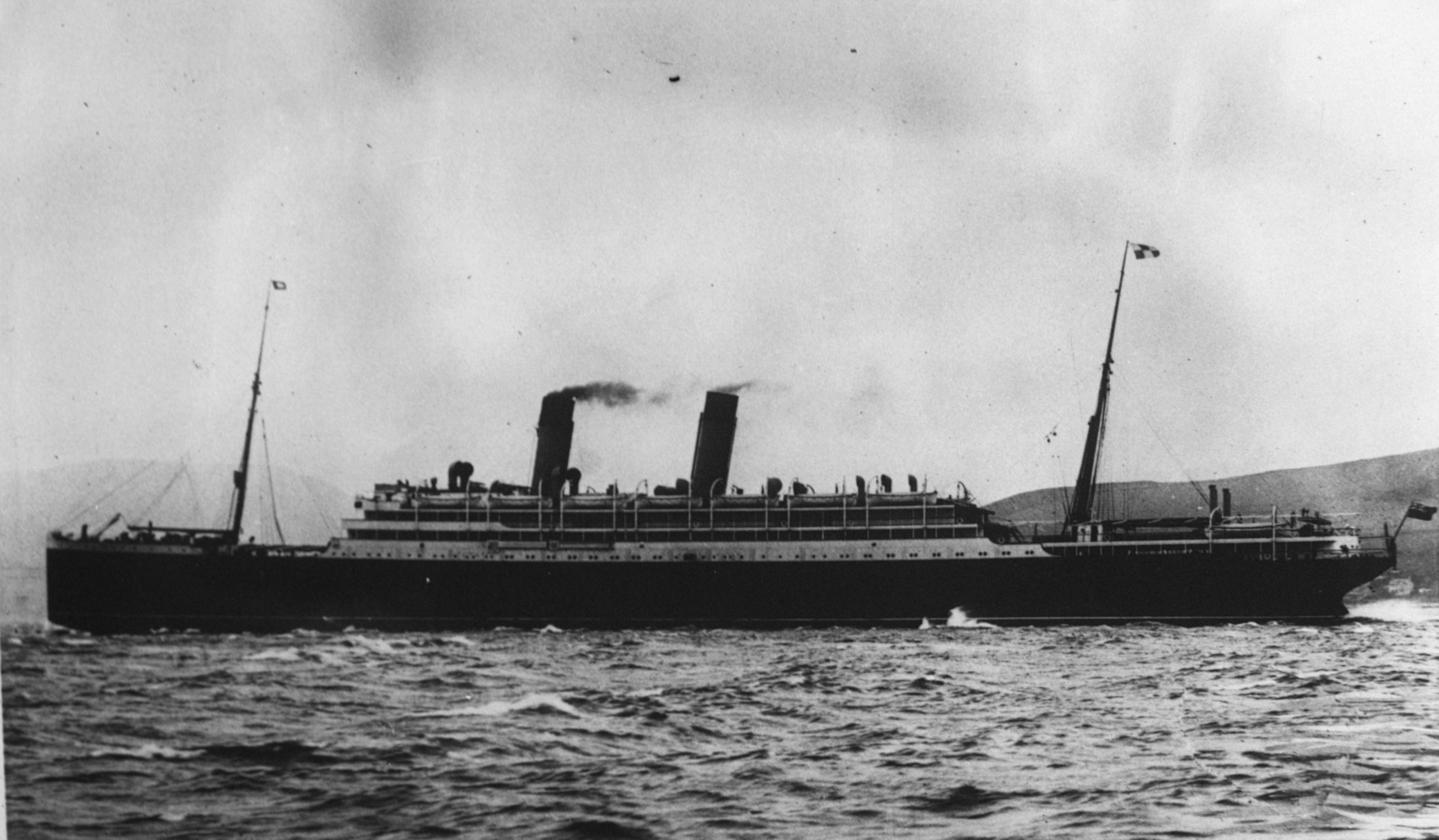
Die Empress of Ireland

Der Auftrag zum Bau der Empress of Ireland und ihres Schwesterschiffes Empress of Britain wurde 1903 von Baron Thomas G. Shaughnessy, dem Präsidenten der Canadian Pacific, erteilt. Die Empress of Ireland wurde am 10. April 1904 auf dem Helling Nr. 4 als Bau-Nr. 443 der Fairfield Shipbuilding & Engineering Co. in Govan (Glasgow) auf Kiel gelegt. Bei der Inneneinrichtung der Passagierunterkünfte achtete die Canadian Pacific Railway (CPR) besonders auf modernes Design und das Vorhandensein verschiedener Stilrichtungen. Das Schiff verfügte über acht Decks, zwei Schornsteine und für den Antrieb die damals üblichen Vierfach-Expansionsmaschinen.
Der Stapellauf fand am 27. Januar 1906 im Beisein hochrangiger Vertreter der Werft und der Reederei sowie hunderter Schaulustiger statt. Alexander Gracie war der leitende Direktor der Fairfield-Werft; seine Ehefrau taufte das Schiff auf den Namen Empress of Ireland.
Die Jungfernfahrt fand am 29. Juni 1906 unter Captain Frank Carey (Route Liverpool-Moville, Irland-Québec) statt.

## Die letzte Überfahrt

### Abfahrt in Québec
Am Donnerstag, den 28. Mai 1914 legte die Empress of Ireland in Québec zu ihrer 96. Atlantiküberquerung ab. Um 16:27 Uhr wurden die Leinen gelöst, während das Bordorchester God Be with You 'Till we Meet Again spielte. Das Schiff befand sich unter dem Kommando von Kapitän Henry George Kendall, der am 1. Mai Kapitän James Anderson Murray abgelöst hatte. An Bord befanden sich neben 420 Besatzungsmitgliedern 1057 Passagiere. Die Dritte Klasse war mit 717 Personen komplett ausgebucht, während die Zweite Klasse mit 253 Reisenden gerade zur Hälfte belegt war. Die Erste Klasse war mit 87 Personen nur zu einem Drittel besetzt, was für die Empress of Ireland sehr ungewöhnlich war. Unter den Reisenden der Ersten Klasse befanden sich einige prominente Namen aus Politik, Kultur und Gesellschaft, u. a.:
- Laurence Irving (kanadischer Schauspieler und Dramatiker, Sir Henry Irvings Sohn)
- Mabel Hackney Irving (Schauspielerin, Laurence Irvings Ehefrau)
- Sir Henry Seton Karr (schottischer Adeliger und Großwildjäger)
- Ella Hart-Bennett (Schriftstellerin, Ehefrau des britischen Kolonialministers für die Bahamas, William Hart-Bennett)
- Major Henry H. Lyman (kanadischer Entomologe) mit Ehefrau
- Gabriel J. Marks (Bürgermeister von Suva, Hauptstadt von Fidschi) mit Ehefrau
- Wallace L. Palmer (Redakteur der Londoner Zeitung Financial News) mit Ehefrau
- Ethel Grundy Paton (Tochter des Vizepräsidenten der Quebec Central Railway)
- Lieutenant Charles Lindsay Claude Bowes-Lyon (Cousin ersten Grades von Elizabeth Bowes-Lyon, der späteren Queen Mom)

Unter den Passagieren der Zweiten Klasse befand sich Johann August Reinhold Bach, ein Nachfahre Johann Sebastian Bachs, mit seiner Tochter sowie ein 167-köpfiges Kontingent von Delegierten der kanadischen Heilsarmee nebst Familienmitgliedern auf dem Weg zur dritten internationalen Heilsarmeekonferenz (International Congress of The Salvation Army) am 13. Juni in London. Nach einem kurzen Halt in Rimouski zur Übernahme von Post lief das Schiff in die offene Mündung des Sankt-Lorenz-Stroms, die an dieser Stelle ca. 30 Seemeilen breit ist.

### Kollision
In der Nacht vom 28. auf den 29. Mai herrschte im Sankt-Lorenz-Strom dichter Nebel. Um 01:38 Uhr sichteten die beiden wachhabenden Offiziere auf der Brücke der Empress of Ireland auf der Höhe von Pointe-au-Père (Father Point) nordöstlich von Rimouski die Lichter eines Schiffes an Steuerbord voraus, aber dieses verschwand innerhalb kurzer Zeit im Nebel. Es handelte sich um den norwegischen Kohlefrachter Storstad (6.028 BRT) unter Kapitän Thomas Andersen. Die Besatzung der Storstad hatte die Empress of Ireland bereits Minuten zuvor gesichtet, ohne zu wissen, um welches Schiff es sich handelte. Um 01:41 Uhr befahl Kapitän Kendall eine Kursänderung, um dem sich schnell nähernden Schiff auszuweichen. Der dichte Nebel verhinderte jedoch derartige Manöver und so ließ Kendall sein Schiff um 01:45 Uhr stoppen. Zusätzlich gab er Warnsignale mit dem Nebelhorn. Anschließend ging man davon aus, dass die Storstad an Backbord passieren würde, doch dann tauchte sie unvermittelt nur eine Schiffslänge entfernt an Steuerbord aus dem Nebel auf.
Kendall befahl noch Volle Kraft voraus, um die Kollision zu verhindern, doch um 01:55 Uhr rammte die Storstad die Empress of Ireland mittschiffs zwischen den Schornsteinen. Sie riss ein 13 m hohes und 5 m breites Loch in den Rumpf, durch das sofort bis zu 300 Tonnen Wasser pro Sekunde einströmten.

### Untergang

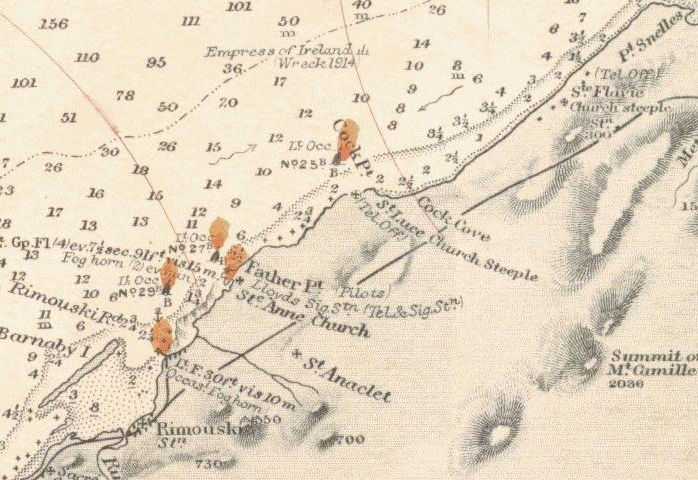
Position des Wracks der Empress of Ireland

Das Schiff bekam sehr schnell Schlagseite und die Kesselräume liefen voll, wodurch sechs Minuten nach der Kollision der Strom ausfiel. Der Kapitän gab den Befehl, einen Notruf über Funk abzusetzen und das Schiff zu verlassen. Zwar verfügte es über ausreichend Rettungsboote und Schwimmwesten  – eine Lehre aus der Titanic-Katastrophe – doch in der kurzen Zeit des Sinkens konnten nur neun Boote bemannt werden. Zum Zeitpunkt des Zusammenstoßes schliefen die meisten Passagiere in ihren Kabinen, und für die meisten war es unmöglich, sich bei der enormen Schräglage der Empress of Ireland an Deck zu begeben. Als der Strom ausfiel, brach Panik aus, und das Bootsdeck war schnell überfüllt. Die Treppen waren nach wenigen Minuten nicht mehr passierbar. Das Schiff legte sich auf die Steuerbordseite, die Schornsteine brachen ab und schlugen auf dem Wasser auf. Nach Augenzeugenberichten liefen zahllose Menschen auf der waagerechten Backbordseite des sinkenden Schiffes umher.
Nach nur vierzehn Minuten war die Empress of Ireland auf der Position 48° 36′ N, 68° 25′ W gesunken. Von den 1.477 Menschen an Bord kamen 1.012 ums Leben: 599 Männer, 279 Frauen und 134 Kinder. Einige wurden bereits direkt bei der Kollision getötet, andere konnten sich nicht rechtzeitig aus dem sinkenden Schiff retten oder ertranken anschließend im kalten Wasser. 465 Menschen überlebten (419 Männer, 42 Frauen und vier Kinder).
Die Storstad war zwar schwer beschädigt, aber noch voll schwimmfähig. Als die Besatzung die Schreie der Menschen im Wasser hörte, wurden sofort die Rettungsboote zu Wasser gelassen, um Überlebende aufzunehmen. Auch zwei Schiffe aus Rimouski, die den Notruf der Empress of Ireland empfangen hatten, kamen zur Hilfe, von denen das erste aber erst um 03:15 Uhr, mehr als eine Stunde nach dem Untergang des Liners, eintraf. Im Laufe der Nacht und der darauffolgenden Tage wurden mehrere hundert Leichen geborgen.

## Nachspiel

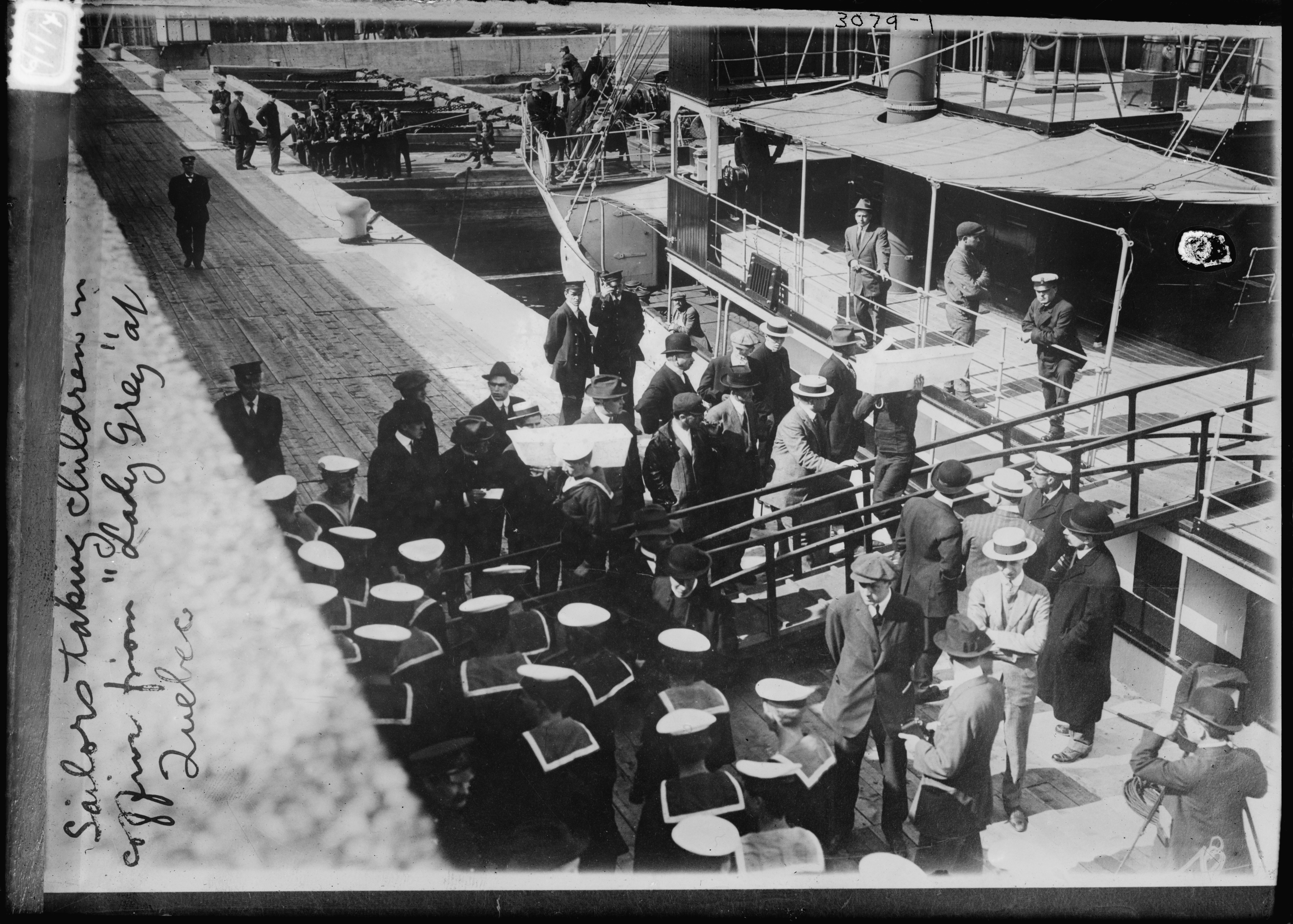
Seeleute tragen Kindersärge von Bord der Lady Grey

Noch Wochen nach dem Untergang des Schiffes wurden teilweise entsetzlich zugerichtete Leichen zu beiden Seiten des Sankt-Lorenz-Stroms an Land gespült. Im Frühsommer 1914 wurde ein Team in das Wrack in etwa 40 m Wassertiefe hinuntergeschickt, um weitere Opfer zu bergen. Bis Ende Juni wurden fast 90 Tote – zum größten Teil Frauen in Nachtgewändern – geborgen, von denen nur noch 20 identifiziert werden konnten. Zudem wurde der Safe des Zahlmeisters geborgen.
Hinterher gab ein Gericht der Storstad die Schuld, da deren Erster Offizier Alfred Toftenes den Kurs geändert hatte, ohne den Kapitän zu informieren. Aber auch der Kapitän der Empress of Ireland wurde kritisiert, da er sein Schiff im Nebel stoppte und es somit in der Manövrierfähigkeit einschränkte. Wäre die Empress of Ireland ganz normal weitergefahren, wäre das Unglück vermutlich nicht geschehen. Eine spätere norwegische Untersuchung sprach die Besatzung der Storstad hingegen von jeglicher Schuld frei.
Das Schicksal der Empress of Ireland beherrschte zwar kurze Zeit die Medien, geriet aber aufgrund des Ausbruchs des Ersten Weltkrieges trotz seiner Schwere schnell in Vergessenheit.
Am 20. April 2009 wurde das Wrack der Empress of Ireland in die Liste der National Historic Sites of Canada aufgenommen.

## Sonstiges
Erzählungen zufolge lief direkt vor der Abfahrt das Schiffsmaskottchen, die Katze Emmy, davon und wurde nie wieder gesehen.
Betrachtet man nur die Passagiere und nicht die Crew, dann kamen beim Untergang der Empress of Ireland mehr Passagiere (840) als auf der Titanic (832) oder der Lusitania (791) ums Leben. Auf der Titanic kamen zwar über 1500 Personen um, aber knapp 700 davon waren Besatzungsmitglieder.
Die letzte Überlebende der Empress of Ireland, die Kanadierin Grace Hanagan Martyn, starb am 15. Mai 1995 in St. Catharines, Ontario einen Tag vor ihrem 88. Geburtstag. Sie hatte bei dem Unglück ihre Eltern verloren.
Eine der bekanntesten Geschichten um die Empress of Ireland ist das Schicksal der amerikanischen Passagierin Fannie Mounsey. Die neunfache Mutter aus Chicago reiste Zweiter Klasse mit einer Freundin nach England, um Verwandte zu besuchen; sie kam bei dem Untergang ums Leben. Im Frühjahr 1915 hörte ihre Familie von einer geistig verwirrten Frau in einem englischen Sanatorium, die Angst vor Wasser hatte, immer wieder den Namen „Mounsey“ murmelte und Fannie Mounseys äußerer Erscheinung entsprach. Sie machten sich Hoffnung, dass die geliebte Ehefrau und Mutter die Katastrophe überlebt und lediglich ihr Gedächtnis verloren hatte, denn Mrs. Mounseys Leiche war nie gefunden worden. Ihr Ehemann William E. Mounsey, die Tochter Sarah Lund und deren Ehemann Charles nahmen am 1. Mai 1915 die Lusitania nach Liverpool, um ihre Verwandte nach Hause zu holen. Doch auch dieses Mal machte eine Tragödie dem Unternehmen einen Strich durch die Rechnung: Die Lusitania wurde am 7. Mai 1915 von einem U-Boot der deutschen Kaiserlichen Marine versenkt, William Mounsey und Charles Lund starben. Die 28-jährige Sarah beendete die Reise allein und stellte fest, dass es sich bei der Frau nicht um ihre Mutter, sondern um eine gewisse Kate Fitzgerald handelte. Sie hatte nun Mutter, Vater und Ehemann in zwei der größten Schifffahrtskatastrophen des 20. Jahrhunderts verloren.
Der Schriftsteller Clive Cussler verwendete den Untergang der Empress of Ireland als reale Grundlage für einen fiktiven Handlungsstrang in seinem Roman Um Haaresbreite (Originaltitel: Night Probe), in dem es um einen Geheimvertrag geht, der die USA und Kanada zu den „Vereinigten Staaten von Kanada“ zusammenschließen sollte. Im Prolog wird der Untergang der Empress of Ireland geschildert und das Schicksal des Mannes, der ein Exemplar des wasserfest versiegelten Vertrages bei sich trägt und mit dem Schiff untergeht. In der 1989 spielenden Haupthandlung soll der Romanheld Dirk Pitt den Vertrag aus dem Wrack bergen, um zu verhindern, dass das Schriftstück in falsche Hände gerät.
Unter den Passagieren der Empress of Ireland befanden sich einige Verwandte von bekannten Persönlichkeiten: Die Erste-Klasse-Passagierin Catherine Cay war eine Schwester George Ronald Hamilton Cheapes, der mit der ältesten Tochter des britischen Schiffseigners J. Bruce Ismay, dem Direktor der White Star Line, verheiratet war. Ebenfalls in der Ersten Klasse reiste der 29-jährige Charles Lindsay Claude Bowes-Lyon, ein Cousin von Elizabeth Bowes-Lyon, der späteren Queen Mum. Er überlebte den Untergang, kam aber fünf Monate später im Kriegseinsatz ums Leben.